# Provinz Parinacota
Die Provinz Parinacota (spanisch Provincia de Parinacota) ist eine Provinz in der chilenischen Región de Arica y Parinacota. Die Hauptstadt ist Putre. Beim Zensus 2017 lag die Einwohnerzahl bei 3449 Personen, die Bevölkerungsdichte ist damit sehr niedrig.

## Geographie
Die Provinz grenzt im Norden an Peru, im Süden an die Provinz Tamarugal in der Region de Tarapacá, im Osten an Bolivien und im Westen an die Provinz Arica. 

## Geschichte
Am 8. Oktober 2007 wurde ein Gesetz in verabschiedet, das am 23. März 2007 in Kraft trat. Es wurde von Präsidentin Michelle Bachelet in der Stadt Arica unterzeichnet.
Das Gesetz teilte die Region de Tarapacá in zwei Teile: Der nördliche Teil wurde zur Region XV Arica y Parinacota, der südliche Teil blieb die Region I Tarapacá. Die Provinz Parinacota wurde dadurch Teil der ersteren Region.

## Gemeinden
Die Provinz Parinacota gliedert sich in zwei Gemeinden:
- General Lagos
- Putre